# Steere (rivier)
De Steere is een rivier in de regio Goldfields-Esperance in West-Australië.
De rivier ontstaat op een hoogte van 103 meter nabij het plaatsje Kundip ten zuiden van Ravensthorpe. De rivier stroomt ongeveer 35 kilometer kilometer in zuidelijke richting, alvorens in de 'Culham Inlet' uit te monden. Deze inham wordt soms ook een zoutmeer of lagune genoemd omdat een zandbank hem meestal van de Indische Oceaan scheidt en hij soms volledig droog komt te staan.
De Steere wordt door onder meer de 'Waindettup Creek' gevoed. Een derde van het stroomgebied van de rivier is ontbost.